# シンシナティ大学

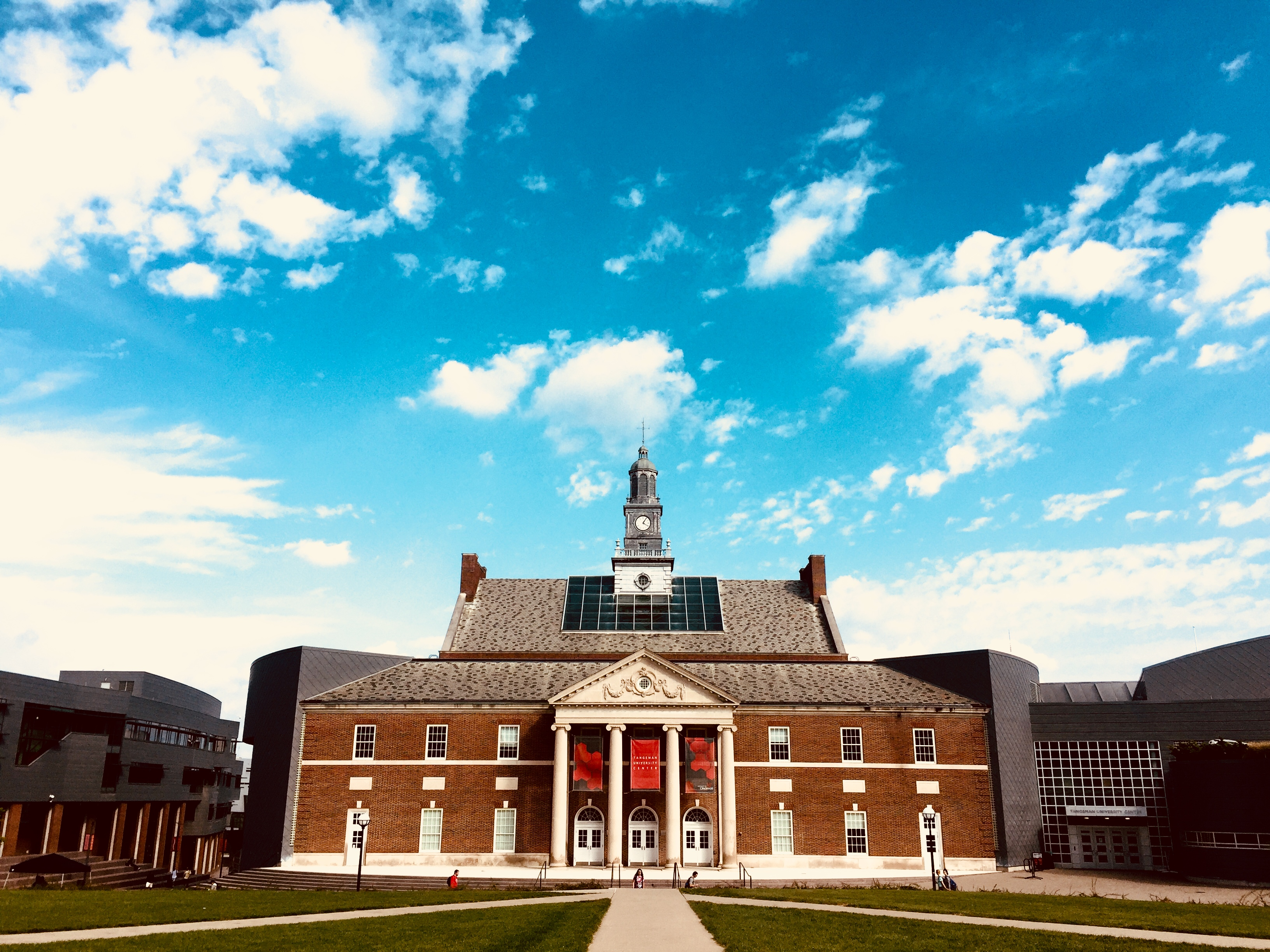
タンジマン大学センター

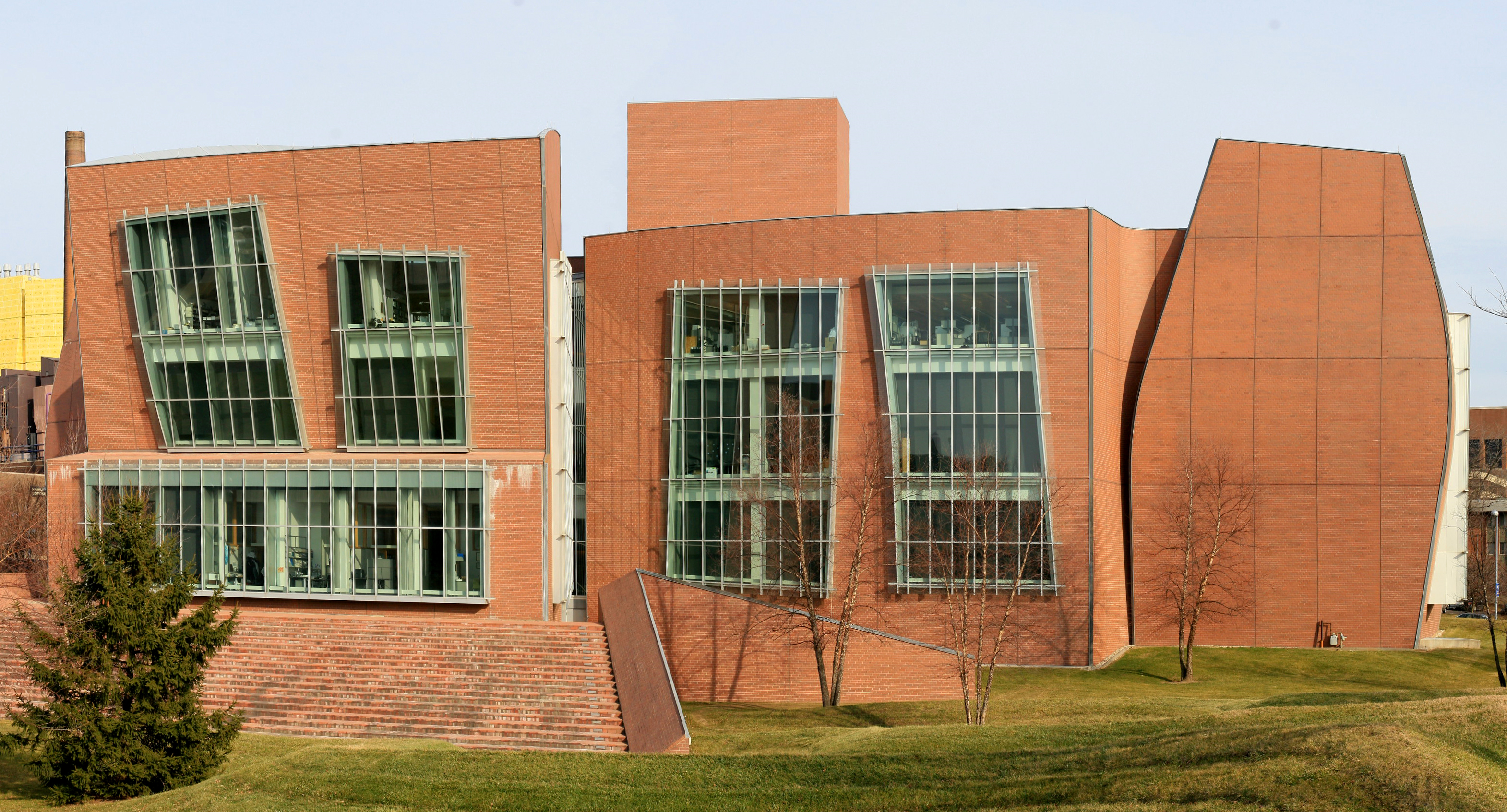
ボンツ・センター

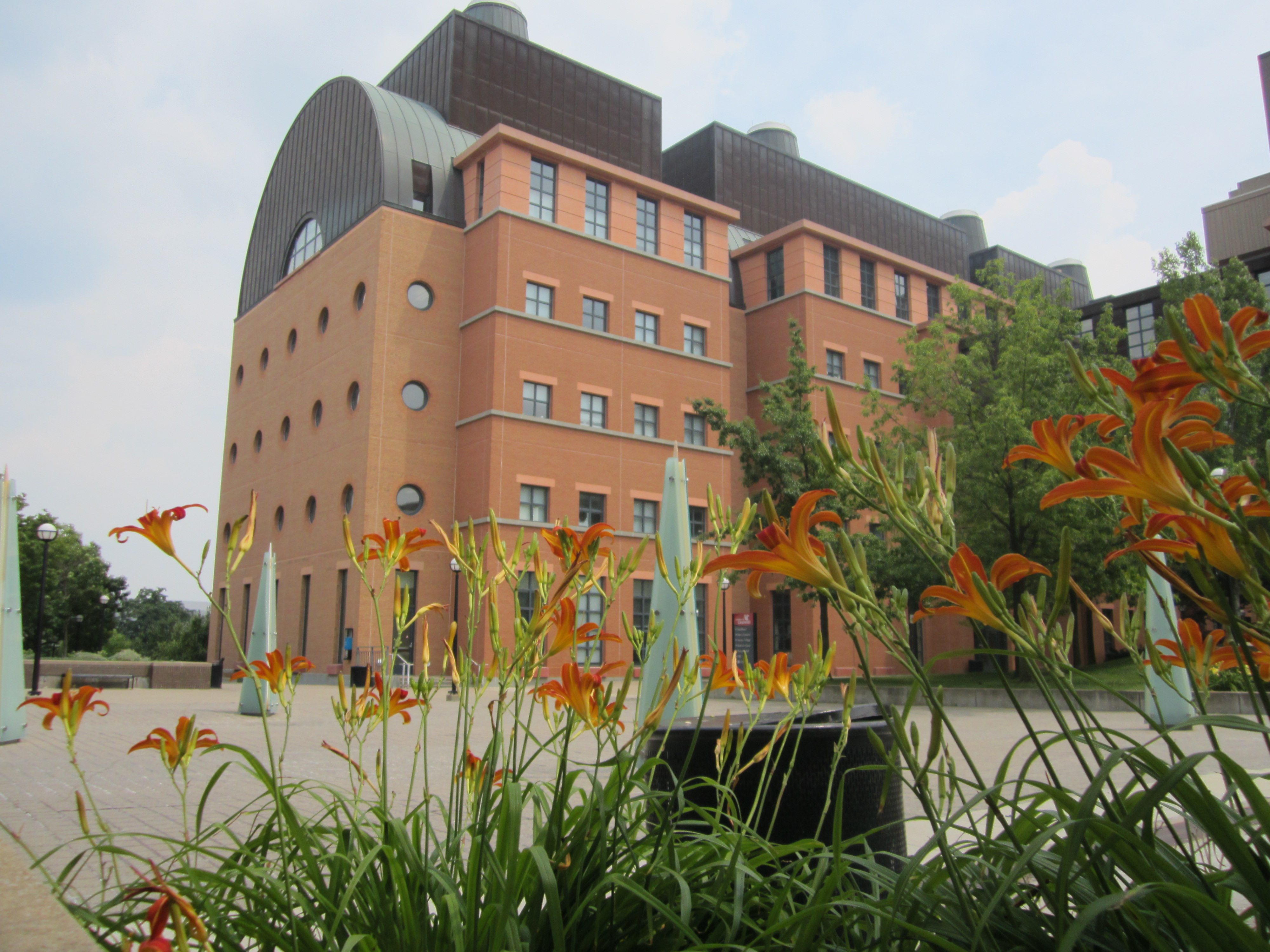
エンジニアリング・リサーチ・センター

シンシナティ大学（英語: University of Cincinnati）は、オハイオ州シンシナティに本部を置くアメリカ合衆国の公立大学である。1819年に設置された。 現在は毎年40000人以上の学生が在籍する、全米でも大きな大学に分類される。2010年のTimes Higher Education (UK) によると、シンシナティ大学は北米ではトップ100、全世界でトップ200にランクインされている。
シンシナティ大学では100以上のプログラムを提供している。その中でも全米でトップに数えられる専門には、航空宇宙工学、人類学、建築、クラシック、作曲、指揮者、産業協同教育、刑事司法、デザイン、環境科学、法律、医学、音楽、ミュージカルシアター、神経科、オペラ、耳鼻咽喉科、古生物学、小児科および薬学などが挙げられる。
シンシナティ大学では「マスタープラン1989」に基づくキャンパスの集中的なリノベーションによって世界でもトップ10に数えられるほどのきれいなキャンパスに数えられる。

## 歴史
1819年、シンシナティ大学の前身となるシンシナティカレッジとオハイオ医学カレッジが設立された。しかし、その後の経済不況により6年後に一時閉校となり、1835年に再び開校した。チャールズ・マクミリカンの遺産の約100万ドルにより、1870年にシンシナティ大学として新たに開校した。その後、大学の組織が巨大になったことが原因で、1893年にキャンパスを丘の上に位置する現在の位置に移設した。そして様々なプログラムの新設や他大学の吸収・合併により一時期は市立の大学の中で2番目に大きな大学となった。
1989年にシンシナティ大学は「マスタープラン 1989」を作成し、20億円を投じて、キャンパス内の建物の新設、リノベーション、増築などに取り組んだ。その結果、シンシナティ大学は世界でもっとも美しい大学のトップ10に選ばれることになった。特にこのキャンパスマスタープランでは、キャンパスの緑化地帯の拡張とメインストリートの整備がこのプランの大きな特徴となった。2005年に学長が新任したことを機に、新たに「UC|21」というシンシナティ大学を新都市研究センターとして再定義するというキャンパスプランが作成された。
2009年に新たに学長にグレゴリー・ウィリアムが就任し、サンタ・オノと共同で「UC2019」という主に学術面での充実を目指したアカデミック・マスタープランを作成した。このマスタープランでは大学創立200年を迎えることに向けて、シンシナティ大学を世界的に学術的にも認められるようにと、学習面などを始めとして多くの具体的なゴールと設定している。この内容としては学生への奨学金を拡充したり、また留学時の資金面での負担を軽減するといったことなどが含まれている。

## キャンパス
シンシナティ大学はアップタウン・キャンパスと地域キャンパスで構成される。

### アップタウンタウン・キャンパス
- ウェスト（メイン）・キャンパス
- メディカル・キャンパス
- ヴィクトリー・パークウェイ・キャンパス

### 地域キャンパス
- ブルーアッシュ・カレッジ
- クレモント・カレッジ

## 建築
シンシナティ大学は1989年のキャンパスマスタープランの作成後、戦略的に新しい建築を有名な建築家に依頼した。そのためキャンパス内には多くの優れた建築物が存在する。
- Engineering Research Center, マイケル・グレイヴス (UC卒業生) (1994)
- Aronoff Center for Art and Design, ピーター・アイゼンマン(1996)
- College-Conservatory of Music, ヘンリー・コッブ(1999)
- Vontz Center for Molecular Studies, フランク・ゲーリー(1999)
- Tangeman University Center, Gwathmey Siegel & Associates Architects (2004)
- Steger Student Life Center, チャールズ・モーア(2005)
- Campus Recreation Center, モーフォシス (トム・メイン) (2006)
- Lindner Athletic Center, ベルナール・チュミ (2006)
- Care/Crawley Building, STUDIOS Architecture (2008)

## ランキング
シンシナティ大学には多くの優れたプログラムが存在する。シンシナティ大学は世界ランキングではPrinceton Reviewの2011年版では"Best 373 Colleges"に掲載された。London (UK) Timesでは世界の大学の中で190位、全米では69位、全米の公立校の中では28位にランクインされた。
プログラム別全米トップ10
- （1位）ミュージカルシアター
- （3位）オペラ、小児科、インテリアデザイン、刑事司法
- （4位）産業協同教育
- （5位）ミュージカル・コンダクティング
- （6位）建築-大学院-、インダストリアル・デザイン、音楽、古生物学
- （9位）作曲、オーケストラ/シンフォニー、
- （10位）ドラマ、会計学-学部-

## 学術

### 学部・大学院
シンシナティ大学には14の学部がある。
- 関連健康科学学部（略称CAHS）
- 文理学部(略称A&S)：大学の最大の学部で21学科あり、8つのコーオププログラム、学科間プログラムがある。
- ビジネス学部(略称LCB)
- 教育・刑事司法・福祉学部(略称CECH)
- デザイン・アーキテクチャー・アート・プランニング学部（略称DAAP）
- コンサーヴェトリー・オブ・ミュージック学部（略称CCM）
- 薬学部
- 医学部
- 看護学部
- 工学・応用科学部（略称CEAS）
- 法学部
- 教育学部
- 経済学部（略称COB）

### コーオプ教育
シンシナティ大学は、コーオプ教育 (Co-Op) モデルを開始した大学として知られている。この概念は 1906 年に当時の工学部学部長ハーマン・シュナイダーによって生まれた。このプログラムは通常、キャンパス内でのコースワークと、受け入れ企業での就業を隔学期で行い、学生は卒業までに 1 年以上の就業経験を得ることができる。工学・応用科学学部のすべてのプログラム、建築プログラム、デザイン・建築・芸術・計画学部（DAAP）でカリキュラムに組み込まれ、コーオプ教育は卒業に必須となっている。例えば、工学・応用科学学部では５学期間、コーオプ教育が含まれている。

## スポーツ
シンシナティ大学はNCAAディビジョン1にて19のスポーツチームを擁しており、シンシナティ・ベアキャッツ（Cincinnati Bearcats）として知られている。 2013年7月1日以来、アメリカン・アスレチック・カンファレンス（The American）のメンバーとなっている。 以前は、ビッグ・イースト・カンファレンスやカンファレンスUSA（創設メンバーだった）、グレートミッドウェスト・カンファレンス、メトロカンファレンス、ミッドアメリカン・カンファレンスなどのメンバーだった。

### スポーツ施設
シンシナティ大学には多くのスポーツ施設があり、フィフス・サードアリーナとUCベースボールスタジアム以外は学生のために24時間年中無休で営業している。
- リチャード・E・リンドナー・バーシティ・ビレッジ（総合競技場）
- UCベースボール・スタジアム（野球場）
- アーモリー・フィールドハウス（体育館）
- フィフス・サード・アリーナ（バスケットボールコート）
- ニッパート・スタジアム（アメリカンフットボール場）
- ベン・アンド・ディー・ゲトラー・スタジアム（サッカー場、陸上競技場）
- トラバート・タルバート・テニス・センター（テニス場）
- キーティング・アクアティクス・センター（水泳場）
- シークリー・アスレチック・センター（新施設、フットボール・ラクロス場）

## 提携校
- 名古屋大学
- 千葉大学
- 南山大学
- 多摩美術大学

## 著名な出身者・教員

### 出身者
- ボブ・タフト：オハイオ州知事（1997～2006年）
- ウィリアム・ハワード・タフト：第27代アメリカ合衆国大統領, 最高裁判所長官
- トム・ツチヤ：彫刻家

### 教員
- ニール・アームストロング：宇宙飛行士, 宇宙工学教授